# Columnario

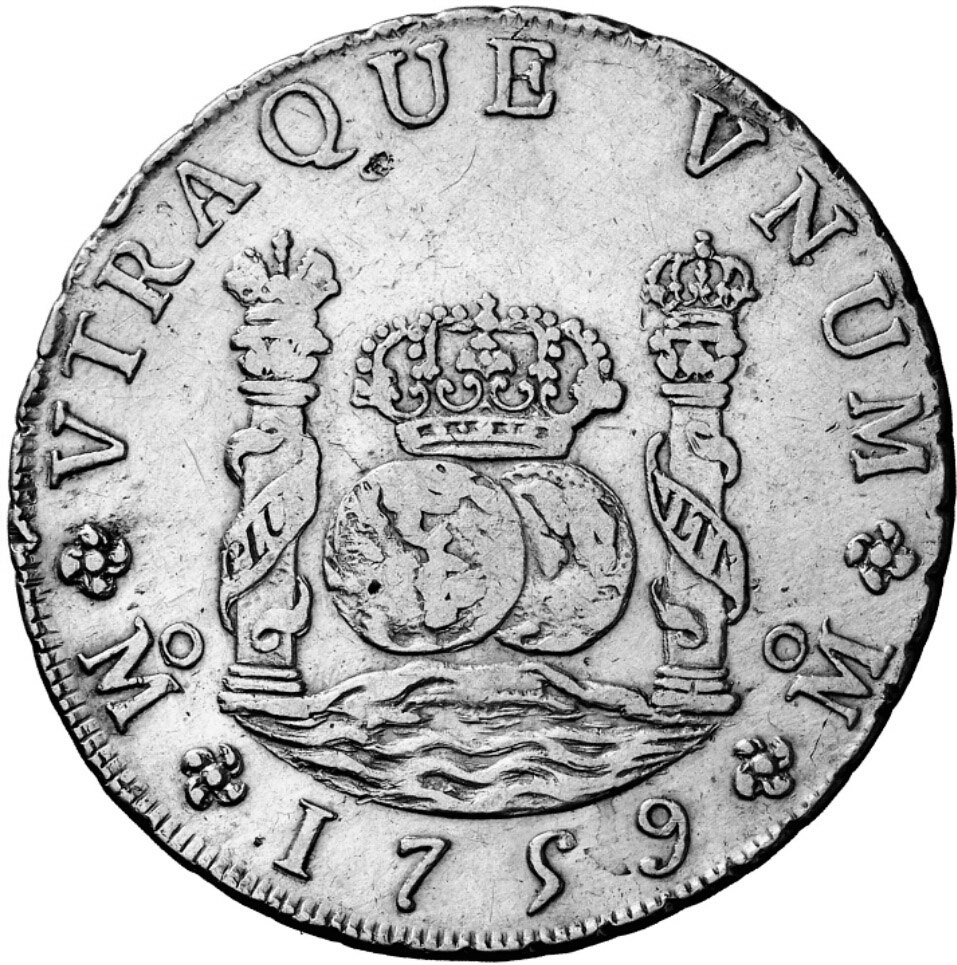
El Columnario de plata, inspiró para crear el símbolo del dólar, $. Este columnario pertenece al reinado de Fernando VI, acuñado en la ceca de México.

Los columnarios son un tipo de monedas de plata de la denominación del real español que fueron acuñadas por la Monarquía hispánica y sus territorios de América entre los años 1732 hasta 1773 cuando fueron reemplazados por las monedas de busto; se acuñaron sobre todo en las cecas de México, Potosí y Lima, aunque también en las demás cecas americanas como Guatemala, Popayán, Bogotá y Santiago de Chile.

## Descripción
El columnario es un tipo de moneda y no una nueva unidad monetaria que se utilizó como denominación mayor para los columnarios el real de a 8, subdividida en cuatro reales, dos reales, un real y medio real, siendo los columnarios los más conocidos reales españoles que circularon por el mundo, debido en parte a tener un acabado y calidad muy superior a las antiguas monedas macuquinas.
Los columnarios fueron el reemplazo de las antiguas monedas macuquinas que eran acuñadas a golpe de martillo en todas las cecas de la América española. Las macuquinas solían casi siempre ser de irregular forma y por ello eran fáciles de cercenar con el fin de sustraerles la plata u oro antes de devolverlas a la circulación sin que el público pudiese advertir ese daño; por contraste el columnario tenía una forma redonda por completo y el borde estaba grabado con un cordoncillo, siendo imposible cercenar la moneda y hacerla circular después. 

### Reverso
El reverso del columnario mostraba un dibujo característico: dos globos terráqueos representando a los hemisferios oriental y occidental con una corona real encima de ambos; debajo de los dos globos aparecía un dibujo de olas marinas (representando al mar que separaba Europa y América); aparecía una columna coronada a cada lado de los globos (por lo cual las monedas tuvieron el nombre de columnarios) representando las Columnas de Hércules; cada columna era ceñida con una banda llevando el lema "PLVS VLTRA" (lema nacional de España que significa en latín "más allá"); en el borde superior del anverso aparecía la leyenda "VTRAQUE VNUM" que en latín significa "ambos son uno" resaltando la unidad entre los territorios de la Imperio español en cada hemisferio; en el borde inferior aparecía el año de emisión y las marcas de la ceca.

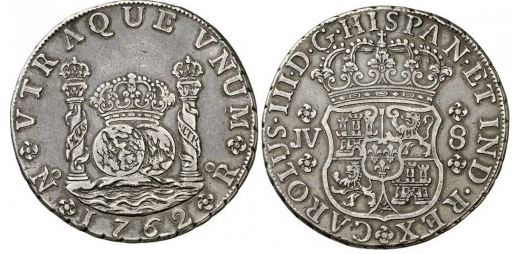
Moneda acuñada en la ceca de Bogotá. Colombia.

### Anverso
El anverso de la moneda mostraba el nombre del monarca español en latín seguido de la leyenda (también en latín) "D[EI] G[RATIA] HISPAN[IARUM] ET IND[IARUM] REX" que significa "por la gracia de Dios Rey de las Españas y de las Indias"; a la izquierda aparecían las iniciales del ensayador y en el centro el escudo de España en gran tamaño con una corona real encima; para evitar falsificaciones o cercenamientos el canto de la moneda tenía grabadas unas hojas de laurel en gran detalle.
La moneda columnaria fue reemplazada paulatinamente, a partir de 1771, por la llamada "de busto", por tener el del monarca en turno en el anverso.

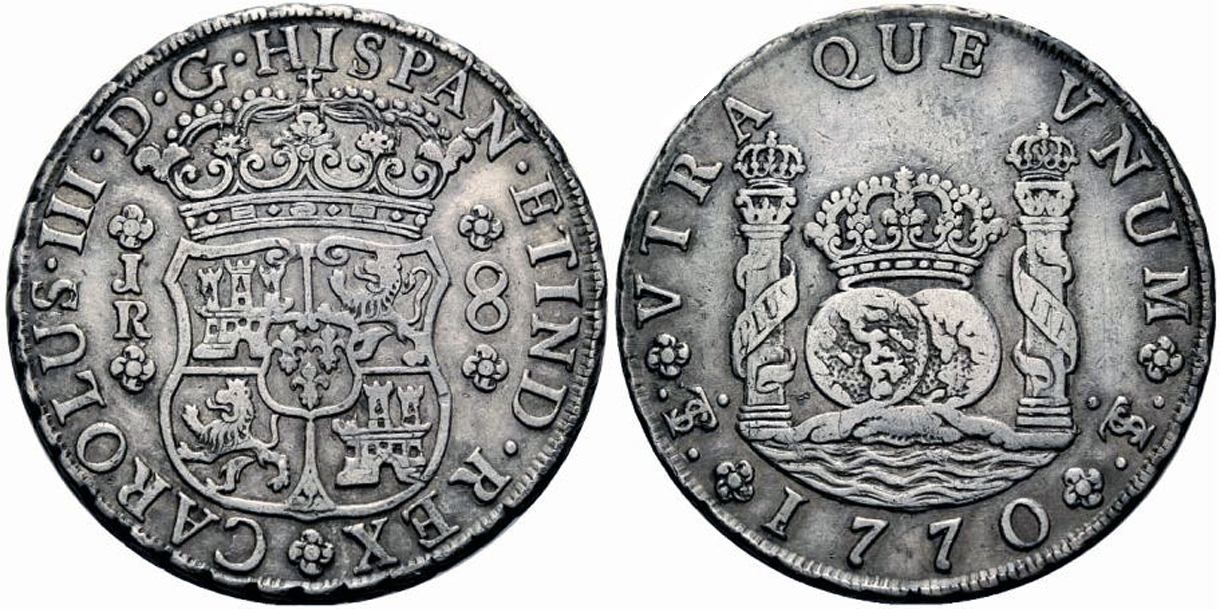
Moneda acuñada en la Ceca de Potosí. Casa Nacional de Moneda de Potosí.

## Moneda columnaria acuñada en laCeca de Potosí
El objetivo para construir nueva casa de amonedación era principalmente cambiar la macuquina por la moneda circular o de cordoncillo. Proyecto que se había iniciado a través de dos disposiciones reales dadas en 1728 y 1730 para casas de moneda de América. Primeramente se implantó en México (1732), en Lima (1753) y en Potosí en (1767).
Dentro del proceso de construcción, durante siete años se fabricaron las primeras monedas, estrenando los volantes y los molinos o máquinas laminadoras.
Los trabajos se iniciaron en 1767, utilizándose por entonces la maquinaria que se había traído de España, o sea, que al mismo tiempo que se construía, se acuñó moneda columnaria con la maquinaria laminadora y con el sistema a volante.

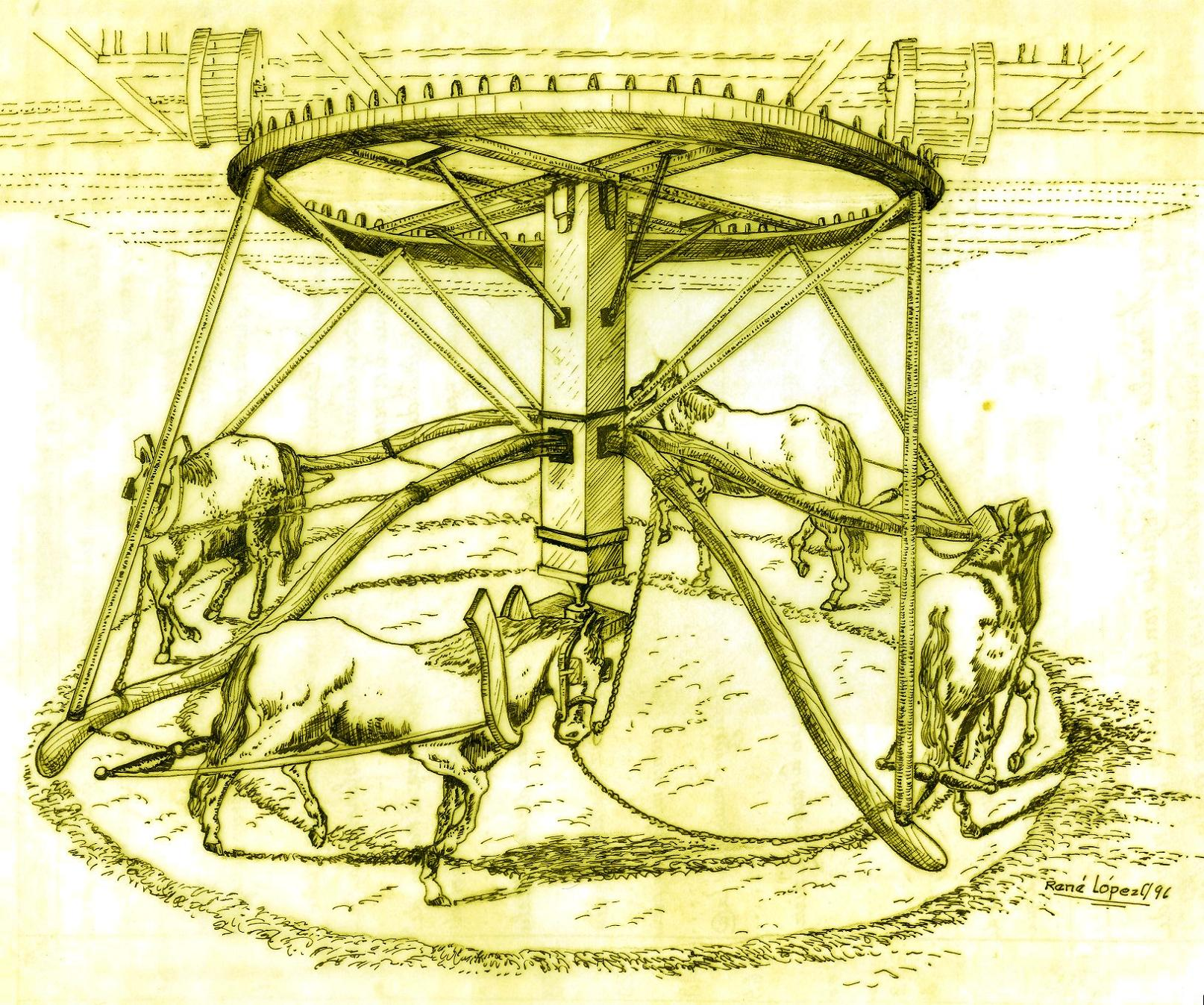
Planta baja de las máquinas laminadoras de plata. Casa Real de Moneda. Siglo XVIII

Hasta entonces, las monedas habían sido labradas y hechas a golpe de martillo y yunque. Esas piezas llamadas Macuquinas, aparecen con un borde irregular y su forma no es perfectamente circular.
A partir de 1767, y gracias a la implementación de los molinos a sangre y seis volantes (dos de cuerpo entero y cuatro de medio cuerpo), se acuñaron las primeras monedas columnarias de cordoncillo, cuyas denominaciones fueron de ocho, cuatro, dos, uno y medio real.
A estas monedas se les conoce como COLUMNARIAS pues en el reverso incluían el diseño de dos hemisferios superpuestos en representación del Viejo y el Nuevo Mundo, iban flanqueados por dos columnas de Hércules que simbolizaban la unidad y la fuerza del imperio español, sobre ondas de mar. En el anverso, el escudo de armas de España.
Es importante señalar que en las monedas españolas, aparecía la leyenda “Non Plus Ultra" en referencia al límite del poder español hasta los confines del mar. Con la conquista de América, esa leyenda se cambió por “Plus Ultra", como una confirmación del dominio ultramarino de España, que llegaba entonces más allá del estrecho de Gilbraltar.